# Літовище (Золочівський район)
Лі́товище  (до 1946 року — Літовисько) — село в Україні, у Підкамінській селищній громаді Золочівського району Львівської області. Населення становить 396 осіб. Колишній орган місцевого самоврядування — Пеняківська сільська рада.

## Населення
На початку XX століття населення Літовища (Літовиська) становило 528 осіб, з них: 310 українців, 198 поляків та 20 їдеів.

## Географія
Село розташоване у Золочівському районі, за 41 км на північний схід від Золочева, за 25 км на північний захід від Залізців та за 7 км на північний схід від Пеняків. На північ від села розташовані Черниця, на схід — Паньківці та Малинище, на захід — Голубиця та Пеняки, на південь — Шишківці. 
Через західну околицю села з північного заходу на південний схід тече невеличка річка Грабарка, права притока Серету. Північну околицю села займає ліс, посеред якого розташована висунена на північний схід частина колишнього села Гутисько Літовиське (нині місцевість належить до Літовища). На південній околиці села розташований ліс Липник.

## Назва
Назва села походить від українського слова «летовище» або «літовище» — місце вигону та випасання худоби в лісі.

## Історія
У 1510 році село входило до Золочівського масиву шляхетських володінь.
У 1552 році власником села був познанський воєвода Лукаш Гурка.
У 1598 році «золочівський ключ» (місто і понад 60 сіл) набув польський шляхтич, воєвода любельський Марек Собеський гербу Яніна. Після смерті Марека Собеського у 1605 році його маєтності успадкував його син Якуб Собеський. Після одруження 16 травня 1627 року з Софією Теофілею Даниловичівною, як посаг за дружиною до його маєтностей додалися фактично усі маєтки Жолкевських і частина майна Даниловичів, у тому числі й «маркопільський ключ», до складу якого входило й Літовище. По смерті Якуба Собеського у 1646 році маєтками керувала Софія Теофілія Собеська.
Під час національно-визвольної війни козацько-татарське військо, що поверталося після перемоги над військом Речі Посполитої у битві під Пилявцями 1648 року, увійшло на територію Львівської землі з боку Збаража і Тернополя. У 1649 році найбільш спустошеними селами були Голубиця, Літовище, Пеняки, Шишківці, Чепелі, Гнідава, Мильне та Маркопіль. Про спустошення села у 1649 році присягу перед польською владою складав мешканець Літовища Васько Тринуда. За його словами було спалено церкву, корчму, людей вбито або забрано в ясир, через що жодного податку сплатити не було змоги.
У 1832 році Літовище входила до складу так званої «пеняцькою держави» Мйончинських, а саме село було у власності Матеуша Мйончинського. Ще 1830 року Матеуш одружився з донькою графа Марцелія Мар'яна Потоцького гербу Золота Пилява Клементиною. У шлюбі народилася донька Альфонсина, яка у другій половині XIX століття стала дружиною мецената, графа Володимира Дідушицького. Відтоді Літовище належало Дідушицьким. У 1894 році Літовище й ще декілька сіл отримала як посаг дочка Дідушицьких — Марія, яка вийшла заміж за графа Тадеуша Ценського. По смерті Тадеуша Ценського у 1925 році, останнім власником маєтностей був його син Ян Ценський.
У міжвоєнний період село Літовище належало до ґміни Пеняки, Бродського повіту, Тарнопольського воєводства Польської республіки.

### Друга Світова війна: визволення села
Через Літовище проходила лінія фронту і через це село було знищене майже вщерть.

### Закінчення війни та діяльність УПА (1944—1953)
У лютому 1945 року в околицях села відбувся бій сотні УПА «Свободи» з підрозділом НКВС.
25 вересня 1945 року під час однієї з чисельних облав підрозділом НКВС в лісі біля Літовища сталася збройна сутичка роя старшого вістуна Івана Рижія («Хмари») з переважаючими силами ворога. Повстанці завдали ворогові суттєвих втрат у живій силі — семеро вбитих та четверо поранених, зі свого боку — без втрат.
1 травня 1947 року в селі співробітниками НКВС з Бродів проведено допити близько п'ятдесяти давніше заарештованих та звільнених селян. Усіх питали про сільський побут, життя у 1937—1947 роках. У притаманній собі формі слідчі «вибивали» інформацію необхідну для них. Так під час допитів до непритомности були побиті Горобйовські Семен та Григорій за те, що не мали змоги та коштів аби сплатити за себе заставу. Наступного дня, під наскоку «стрибків», були заарештовані Федір Ревега та Степан Микитюк.
Упродовж 8-13 червня 1947 року винищувальний підрозділ НКВС з Пеняків, влаштував облаву на повстанців поблизу Літовища. «Стрибки» узяли, так званий, Чорний ліс у блокаду, як з боку Літовища, так і з боку Черниці та нікого до нього не пускали. Упродовж 27 серпня —15 вересня 1947 року у селі перебував дільничий Круков. Він не проводив ніяких допитів, але під час обходу майже цілого села, переважно у нічний час, він відвідував своїх інформаторів, які докладали йому про стан справ у селі..
Під час так званої операції «Захід», 22 жовтня 1947 року з Літовища на заслання до Сибіру були вивезені родини Івана Гавришка, Ілька Яріша та Андрія Телеватого.
26 вересня 1948 року група підпільників Самооборонного кущового відділу влаштувала засідку на автомобіль, що прямував через Чорний ліс, що поблизу Літовища. В результаті проведеної акції був вбитий комендант Підкамінського виправно-трудового табору № 32 Єфіменко, охоронці ВТТ Філімонов, Бородавко та Рудик, а також в’язні Айц та Чайка. Ще троє в’язнів (Назаренко, Осіпов та Курілов) отримали поранення. Автомобіль знищено.
12 серпня 1949 року у селі повстанці вбили начальника районного військкомату полковника Пономаренка П. І., начальника першої частини  військкомату капітана Г. Яковлєва та конюха військкомату А. Вільчинського.

### В Незалежній Україні
6 квітня 2009 року Президент України Віктор Ющенко підписав Указ № 228 «Про присвоєння почесного звання „Мати-героїня“». Згідно з цим указом, почесне звання України «Мати-героїня» присвоєно 11-ом матерям Бродівського району, зокрема, це почесне звання присвоєно двом мешканкам Літовища — Богонович Анні Йосифівні та Богуцькій Ганні Антонівні.
У липні 2015 року Львівська обласна рада схвалила перспективний план формування спроможних громад у Бродівському районі. Так, Літовище разом із селами Пеняки, Чепелі, Малинище, Голубиця та Жарків, увійшло до складу Пеняківської сільської територіальної громади.

## Пам'ятки історії

### Церква Святого Юрія
Неподалік центру села, на північ від новозбудованого мурованого храму розташована старовинна дерев'яна церква Святого Юрія, оточена цвинтарем. Церква споруджена майстрами з Маркополя у 1784 році на місці більш давнішого храму. Про попередній храм відомо лише те, що у 1735 році він отримав привілей від дідича Якуба Людвіка Собеського. Церква Святого Юрія збудована зі соснових брусів на дубових підвалинах на мурованому фундаменті з каменю. Тризрубна одноверха будівля та Складається з квадратової в плані нави, до якої зі сходу прилягає вужчий вівтар, а від заходу — вужчий бабинець з прибудованим рівношироким присінком. Церкву оточує піддашшя, оперте на випусти вінців зрубів. Стіни підопасання з відкритих брусів зрубу, надопасання — вертикально шальовані дошками та лиштвами. Наву вінчає низький світловий восьмерик, вкритий шоломовою банею зі сліпим ліхтарем і маківкою. На південний захід від церкви збереглася дерев'яна двоярусна дзвіниця церкви Святого Юрія накрита наметовим дахом. Церква була у користуванні греко-католицької громади села чисельністю 331 вірний та належала до Золочівського деканату. У 1832 році парохом церкви був о. Теодор Лушпинський. При церкві діяла парафіяльна школа. На початку ХХ століття парохом церкви був о. Євген Ляхович. При церкві діяла однокласна парафіяльна школа з руською (українською) мовою викладання..
До 1939 року покровителем церкви був останній дідич села Вікно, що на Станіславщині Ян Ценський. З 1946 року парафіяльним священиком був о. Микола Рихлецький. Служіння провадив на парафії до йорданських свят 1947 року, після чого заарештований та вивезений до Сибіру. До 1949 року на парафії не було священика, з парафіянами молилися дяки. Багато на той час допомагав о. Степан Пасічник. 1949 року на парафії служили о. Борис Олексюк, о. Володимир Ревега.
У 1964 році церкву закрили. І хоча церква була закрита, вірні ніколи не полишали її. Часто потай збирались на молитву, робили ремонти під орудою Богдана Гавришка.
Станом на 1987 рік, у Бродівському районі, було знято з реєстрації 51 церковна споруда, зокрема, й церква святого Юрія в Літовищі. Після зняття із реєстрації храму з нього не було вилучено майно завдяки тому, що вірні не дозволили тодішній місцевій владі цього зробити. Насильно припинивши діяльність храму, органи місцевої влади пропонували вірним відвідувати церкву у ближніх населених пунктах. Власне, не запитавши думки, згоди чи незгоди релігійної громади, її виконавчих органів, чинного пароха, приєднали їх релігійну громаду до іншої. Так, вірним з Літовища рекомендували ходити до Підкаменя. Дахи і баня покриті бляхою 1987 року (до того під бляхою було лише піддашшя, а решта була покрита гонтами). 1989 року відбулася реконструкція храму, про яку сповіщає напис на дощечці на причілку бабинця.
1990 року церква відновила свою діяльність, як православна церква Святого Юрія. Тоді в церкві служив православний священник о. Богдан Чурило. 13 грудня 1991 року, рішенням № 680 виконавчого комітету Львівської обласної ради народних депутатів, зареєстровано релігійну громаду УГКЦ парафії святого великомученика Юрія у с. Літовище і нею опікувались: о. Ведмідь, о. Микола Бобровський, з 1996 року — о. Юрій Гром'як. Нині храм належить до Підкамінського деканату Сокальсько-Жовківської єпархії УГКЦ.
1995 року поряд з діючою церквою був закладений камінь під будівництво нової церкви, а 2004 року благословенням Правлячого Архиєрея єпископа Сокальської єпархії Михайла Колтуна вона була освячена.

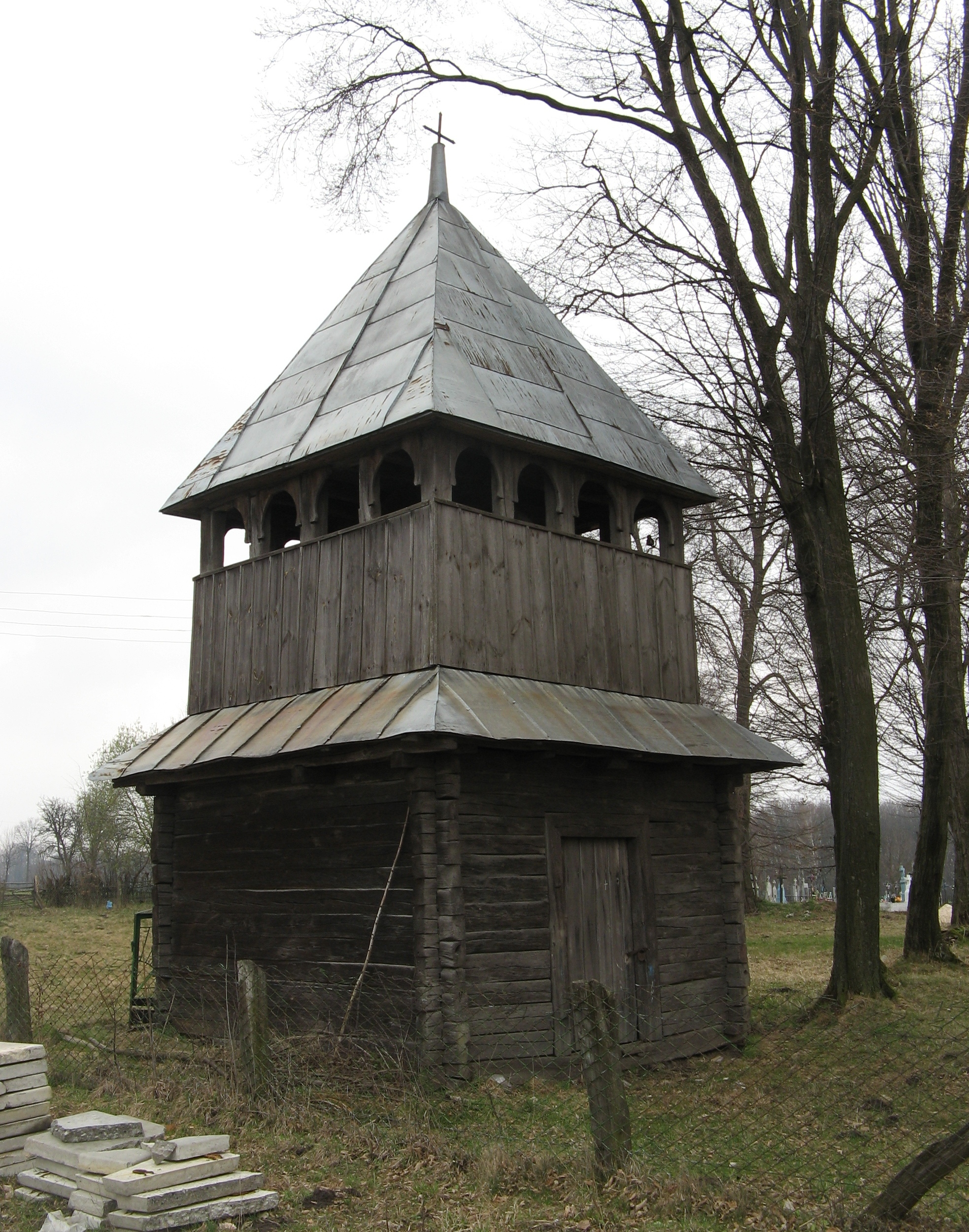
Дзвіниця церкви Святого влм. Юрія

### Меморіали, пам'ятники
2 грудня 2012 року в селі Літовище відкрили й освятили пам'ятний знак на честь односельців, які загинули за свободу та незалежність України під час другої світової війни. На плиті пам'ятного знаку викарбувані прізвища, імена та псевда односельців — вояків ОУН-УПА, які загинули у роки другої світової війни: Бойцун Йосип («Шрам», 1925 — 1945), Бойцун Іван («Дон», 1928 — 1945), Горобйовський Володимир («Сокіл», 1928 — 1950), Гавришко Степан, Горобйовський Стах («Заяць», 1925 — 1950), Горобйовський Андрій («Деркач», 1900 — 1945), Горобйовський Ярослав, Лаврик Степан («Ворон», 1912 — 1945), Мартинюк Антін, Мартинюк Іван (1927 — ?), Мартинюк Мирон, Маслюк Йосип («Черник», 1924 — 1951), Ожехівський Йосип («Панько», 1920 — 1950), Попович Семен («Петренко», 1920 — 1944), Тесля Стах, Цінцірук Василь («Чумак», 1914 — 1949), Черничка Іван («Веселий», 1927 — 1945).

## Інфраструктура

### Медицина
В селі функціонує фельдшерсько-акушерський пункт.

### Освіта
1862 року в селі заснована однокласна філіальна школа. 1885 року у школі навчалося 57 дітей.
В селі функціонувала Літовищанська сільська загальноосвітня школа І ступеня (вул. Центральна, 27), що є філією Підкамінської загальноосвітньої школи І-ІІІ ступенів Бродівської районної ради Львівської області.

### Виробництво
В селі зареєстровано ТзОВ «Бродівський жиркомбінат» (вул. Гай Ревегів, 7), що спеціалізується на виробництві олії та тваринних жирів, ТзОВ «Агрозаготзбут-Захід» (цех виробництва м’яса).

### Зв'язок
У 1950-х роках поштове відділення у Літовищі було філією районного відділення зв'язку у тогочасному райцентрі Підкамінь.

### Культура
В селі працює Народний дім. У липні 2019 року для Народного дому була закуплена музична апаратура.

## Відомі люди

### Учасники визвольних змагань
- Бойцун Осип (псевдо — «Шрам»; 1925, Літовище — жовтень 1945) — зв’язковий, станичний УПА, освіта — 4 класи народної школи. Член ОУН з 1942 року. Загинув під час наскоку «стрибків» на хату, де він перебував. Під час рукопашного бою, упівцем був відібраний автомат у лейтенанта МГБ і з нього вбито останнього. Поранив ще одного більшовика, а третій, що стояв збоку, зрубав шаблею голову Шрамові[41].
- Бойцун Іван (псевдо — «Дон»; 1928, Літовище — листопад 1945) — стрілець УПА, бойовик куща, освіта — 4 класи народної школи. Член ОУН з 1942 року. Підірвався на міні у лісі поблизу Літовища[41].
- Воробйовський Володимир (псевдо — «Заяць-Сокіл»; 1928, Франція — 20 січня 1950, Черниця) — стрілець УПА, народився у Франції, освіта сільська. У міжвоєнний період переїхав разом з батьками до Літовища. Навесні 1944 року разом з батьком пішов до відділу УПА — 1-ї сотні «Дружинників». За рік, у 1945 році разом із батьком переведений до Самооборонного кущового відділу. Був двічі поранений. Загинув під час бою зі «стрибками»[42].
- Горобйовський Андрій (псевдо — «Деркач»; 1900, Літовище — 6 травня 1945) — стрілець УПА, освіта — 4 класи народної школи. 1925 року емігрував до Франції, але 1931 року повернувся з еміграції. Член ОУН з 1941 року. Підірвався на міні у лісі поблизу Літовища[43].
- Маслюк Йосип Андрійович —  керівник Підкамінського районного проводу ОУН (квітень — липень 1951). Лицар Бронзового хреста бойової заслуги УПА[44]. Загинув 30 липня 1951 року у Пеняцькому лісі під час масштабної облави. Посмертно нагороджений Бронзовим хрестом за заслуги[45].
- Попович Семен (псевдо — «Петренко»; 1927, Літовище — вересень 1944) — стрілець УПА, освіта — 7 класів гімназії, вчитель, член ОУН з 1941 року. У 1943 році доброволець дивізії СС «Галичина». У 1944 році повертається до рідного села, де після приходу совітів знов вчителює. Аби уникнути мобілізації до лав Червоної армії, йде у підпілля. Підірвався на міні у лісі поблизу Літовища[41].
- Цінцірук Василь (псевдо — «Чумак»; 1914, Літовище — 20 листопада 1949, Голубиця) — стрілець УПА, освіта  сільська. У міжвоєнний період був членом товариств «Просвіта» та «Луг». Служив у польському війську. На часі німецької окупації був в українській поліції, звідки пішов до відділу УПА. Був в 1-ій сотні «Дружинників» роєвим. Був чотири рази поранений. У 1945 році був звільнений з відділу та працював у Самооборонному кущовому відділі. Від весни 1949 року був кущовим. Загинув під час наскоку «стрибків» у лісі біля Голубиці[46].
- Черничка Іван (псевдо — «Веселий»; 1927, Літовище — жовтень 1945) — стрілець УПА, освіта — 4 класи народної школи. Член ОУН з 1942 року. Колишній вояк дивізії СС «Галичина», з другим приходом совітів — бойовик куща УПА (опікувався пораненими). Загинув на хуторі Гай-Реваги під час бою зі «стрибками»[47].